# 海神 (船橋市)
海神（かいじん）は、千葉県船橋市の地名。現行行政地名は海神一丁目から海神六丁目。郵便番号273-0021。
三～四丁目の一角は海神台（あるいは海神山）と呼ばれ、戦前に京成電鉄が「海浜別荘住宅地」として分譲した高級住宅街である。

## 地理
西で西船、北で山手、北東で北本町、東で本町、南東南本町、南東から南にかけて海神町、南から南西にかけて海神町東、南西で海神町西・山野町と隣接する。
大部分は住宅地として利用されるが、南東部は船橋駅に近いことから商業地として利用される。また、交通の便に優れており、海神駅・東海神駅といった2つの駅がある。更に南東部は前述したとおり船橋駅に近く、北部は新船橋駅に近い。道路は南部を国道14号が横断している近隣には海神町、海神町西、海神町東、海神町南、南海神といった海神のつく地名が数多く存在する。

### 地価
住宅地の地価は、2014年（平成26年）1月1日の公示地価によれば、海神3-23-35の地点で20万9000円/m2となっている。

## 歴史
もともとは海神と西海神に分かれていた。海神は「船橋海神（わたつみ）」と呼ばれ、成田街道船橋宿の一員であった。西海神は「行徳海神」と呼ばれ、山野・印内等とともに栗原八ヶ村の一つであった。
日本武尊（やまとたけるのみこと）が当地へ賊徒平定に来た時、海上に光り輝く船があり、近づくと柱に神鏡が懸かっていた。それを浜に持ち帰り祀った場所であることが由来という伝説が有名である。
入日神社（海神）・竜神社（西海神）の参道が海から続いており、両者若しくはどちらか一社が海を越えてやってくる漂着神（伝説）より起源であるとされる。
1960年代半ばに従来の海神町東・西・北各1丁目・2〜5丁目の一部地域を対象に住居表示が実施され、1966年（昭和41年）6月1日付で「（新）海神二〜六丁目」、1967年（昭和42年）6月1日付で「（新）海神一丁目」が設定された。

## 世帯数と人口
2017年（平成29年）11月1日現在の世帯数と人口は以下の通りである。
| 丁目       | 世帯数    | 人口     |
| ---------- | --------- | -------- |
| 海神一丁目 | 1,779世帯 | 2,974人  |
| 海神二丁目 | 1,600世帯 | 3,066人  |
| 海神三丁目 | 2,106世帯 | 4,138人  |
| 海神四丁目 | 1,256世帯 | 2,600人  |
| 海神五丁目 | 1,367世帯 | 2,868人  |
| 海神六丁目 | 1,338世帯 | 2,555人  |
| 計         | 9,446世帯 | 18,201人 |

## 小・中学校の学区
市立小・中学校に通う場合、学区は以下の通りとなる。
| 丁目       | 番地                                                            | 小学校                                                            | 中学校                                |
| ---------- | --------------------------------------------------------------- | ----------------------------------------------------------------- | ------------------------------------- |
| 海神一丁目 | 全域                                                            | 船橋市立海神小学校                                                | 船橋市立海神中学校                    |
| 海神二丁目 | 23番                                                            | 船橋市立海神小学校 船橋市立船橋小学校 ※どちらか選択               | 船橋市立海神中学校 船橋市立船橋中学校 |
| 海神二丁目 | その他                                                          | 船橋市立海神小学校                                                | 船橋市立海神中学校                    |
| 海神三丁目 | 1番～6番 7番8号 7番22号～29号 8番～30番                         | 船橋市立海神小学校                                                | 船橋市立海神中学校                    |
| 海神三丁目 | 7番                                                             | 船橋市立西海神小学校                                              | 船橋市立海神中学校                    |
| 海神四丁目 | 1番18号～26号 2番～3番 4番23号～35号                            | 船橋市立海神小学校                                                | 船橋市立海神中学校                    |
| 海神四丁目 | 1番17号 ※要地図確認                                             | 船橋市立海神小学校 船橋市立西海神小学校 ※またがり区域 ※要地図確認 | 船橋市立海神中学校                    |
| 海神四丁目 | 1番9号・12号～16号 4番2号～11号・13号 4番14号・18号～21号       | 船橋市立西海神小学校                                              | 船橋市立海神中学校                    |
| 海神五丁目 | 全域                                                            | 船橋市立西海神小学校                                              | 船橋市立海神中学校                    |
| 海神六丁目 | 1番7号～14号 2番6号～20号 2番51号～55号 2番58号～76号 3番～30番 | 船橋市立西海神小学校                                              | 船橋市立海神中学校                    |
| 海神六丁目 | 1番5号～6号 2番1号～5号                                         | 船橋市立海神小学校                                                | 船橋市立海神中学校                    |

## 施設
一丁目
- 地蔵院
- JR東日本千葉保線区

二丁目
- 東葉高速鉄道東葉高速線東海神駅
- 中央保健センター
- 船橋市立海神小学校
- 共同保育所「こどもの家」

三丁目
- 入日神社
- ピーターパン 石窯パン工房店および本社

四丁目
- 船橋市立海神中学校
- ひなぎく幼稚園
- エコーソーイング[水着・レオタード専門工房および販売店]
- 船橋市飛ノ台史跡公園博物館(飛ノ台貝塚)
- 船橋海神郵便局

五丁目
- 京成本線海神駅
- 二葉幼稚園
- 船橋市立西海神小学校

六丁目
- 海神幼稚園(海神幼稚園)
- 地域医療機能推進機構船橋中央病院
- 海神交番
- 大覚院（あかもん寺）(あかもんWeb)
- 竜神社
- 海神公民館(海神公民館 船橋市)
- 菓子工房 アントレ